# 세계정부 (원피스)

세계정부(일본어: 世界政府, せかいせいふ 세카이세푸[*])는 일본의 만화 및 애니메이션 "원피스 (ONE PIECE)"에 나오는 가공의 조직이다.
세계정부의 깃발 중 주위의 원 4개는 원피스 세계의 4개의 바다(이스트 블루, 웨스트 블루, 노스 블루, 사우스 블루)를 뜻하며, 가운데에 있는 원 하나는 위대한 항로를 가리킨다.

## 구성

### 권력 기관
- 前 칠무해[1]
- 170개 이상의 가맹국
- 해군
- 첩보기관 cp1 ~ cp8 (사이퍼 폴 No.1) ~ (사이퍼 폴 No.8)
- (비공식) 첩보기관 cp9 (사이버 폴 No.9)
- 세계최강의 첩보기관 cp-AIGIS 0 (사이버 폴 이지스 0)

### 권력 기관 장소
- 성지 마리죠아 (오로 성)五老星
- 해군 본부
- 에니에스 로비
- 임펠다운
- 정의의 문
- 해군 지부 (1지부, 2지부 ...)
- 샤본디 제도

## 활동 모습

### 밝히지 않는 과거
클로버 박사의 말로는, 갑자기 페허가 된 왕국의 적이 바로 세계 정부라고 한다. 'D'와 관련이 있는 것으로 추측되고 있다.

### 오하라의 말살 사건
자신들의 과거를 포네그리프로 연구한 오하라의 학자들을 버스터 콜로 없애버린다. 그 까닭은, 고대 병기(플루톤, 우라노스, 포세이돈)의 위험 때문인지, 아니면 클로버 박사가 말하려던 왕국에 관한 일 때문인지는 알려진 바가 없다.

### 칠무해와 사황의 문제
칠무해 중 한 사람인 크로커다일이, 물의를 일으켜 고대 병기 플루톤을 손에 넣으려 한 사건을, 그의 칠무해 칭호 박탈과 함께 스모커의 승진으로 넘어간다. 그 후, 크로커다일의 후임을 정하기 위해 성지 마리조아에 칠무해 전원 소집 명령을 내린다. 그 시각, 검은 수염 해적단의 항해사인 라피트가, 자신의 선장 마샬 D. 티치를 새로운 칠무해 멤버로 추천하여 티치는 칠무해가 된다. 흰 수염과 샹크스의 접촉 문제는 해군으로 은밀히 제압하려 했으나, 샹크스에게 저지되었다.